# Крафт V (Хоенлое-Вайкерсхайм)
Крафт V фон Хоенлое-Вайкерсхайм (на немски: Kraft V von Hohenlohe-Weikersheim; * ок. 1429; † 21 март или 31 март 1472) е граф от 1450 г. имперски граф на Хоенлое-Вайкерсхайм.
Той е най-малкият син на граф Албрехт I фон Хоенлое-Вайкерсхайм (1371 – 1429) и съпругата му Елизабет фон Ханау († 1475), дъщеря на Улрих V фон Ханау и съпругата му графиня Елизабет фон Цигенхайн.

## Фамилия
Крафт V фон Хоенлое-Вайкерсхайм се жени 1431 г. за графиня Маргарета фон Йотинген (* 1430; † 24 февруари 1472), дъщеря на граф Фридрих III фон Йотинген и херцогиня Еуфемия фон Силезия-Мюнстерберг. Те имат децата:
- Готфрид IV († 4 октомври 1497), женен 1478 г. за Хиполита фон Вилхермсдорф
- Фридрих (* 1438; † сл. 10 декември 1478), каноник/домхер в Трир (1455 – 1478), домхер в Страсбург (1459), домхер в Вюрцбург и приор в Кремс (1460), домхер в Кьолн (1463), домхер в Пасау (1466), домхер в Майнц-Шпайер (1474)
- Адолф († 1481), „counselor“ в Бругес
- Крафт VI († 2 август 1503), женен на 26 февруари 1476 г. за графиня Хелена фон Вюртемберг († 1506)
- Маргарета († 19 февруари 1469), омъжена пр. 1462 г. за шенк Филип II фон Ербах-Ербах († 1477)
- Анна († 6 февруари 1468), монахиня в Лихтенщерн
- Имана (1437 – 1475)